# John Young
John Watts Young (São Francisco, 24 de setembro de 1930 – Houston, 5 de janeiro de 2018) foi um astronauta norte-americano e o nono homem a pisar na Lua, em 1972, no comando da missão Apollo 16.

## Carreira
Young foi um dos mais experientes astronautas dos Estados Unidos, tendo ido ao espaço por seis vezes e comandando missões nos Projetos Gemini, Apollo e no programa do ônibus espacial, único astronauta a realizar este feito, o que o torna uma verdadeira lenda da exploração humana do espaço. Por ir a Lua duas vezes (em uma ocasião, sem pousar em sua superfície, na missão Apollo X), é chamado de "o homem que conhece a Lua de todos os ângulos".
Selecionado como astronauta pela NASA em 1962, como parte do segundo grupo de pilotos admitidos pela agência, Young foi ao espaço pela primeira vez em 1965, na primeira das missões do Projeto Gemini, a Gemini III, junto com o comandante Virgil Grisson, um veterano do Projeto Mercury.  Por esconder um sanduíche de rosbife num bolso de seu traje espacial, para comê-lo no espaço, ele chegou a ser descartado do grupo de astronautas pela direção da NASA; mas o falecimento, em um acidente aéreo, de dois tripulantes envolvidos no projeto Gemini (Elliot See e Charles Bassett), criou uma lacuna no corpo de astronautas que o levou de volta à ativa, no comando da Gemini X.
Em 1969, ele fez parte da tripulação da Apollo 10, que testou, sem pousar, o Módulo Lunar na órbita do satélite e em 1972 tornou-se comandante da Apollo 16, a penúltima missão à Lua, sendo o nono homem a pisar no solo lunar.
Após o fim do Programa Apollo, Young continuou ativo na NASA e, em 1981, aos 50 anos, foi o primeiro astronauta a comandar uma missão de um ônibus espacial, o Columbia na STS-1, ocasião em que se tornou o ser humano mais velho a participar de uma missão espacial. Em 1983, retornou ao espaço na missão inaugural do Spacelab, a STS-9. Também seria o primeiro homem a ir ao espaço sete vezes, no comando da missão STS-61-J, que colocaria o telescópio espacial Hubble em órbita. A missão estava agendada para decolar em 27 de outubro de 1986, contudo, foi cancelada após o desastre do Challenger, em 28 de janeiro de 1986, na missão STS-51-L. O Hubble só seria lançado em abril de 1990, na STS-31, mas com outro comandante (o astronauta Loren Shriver.
Após 42 anos de serviços ininterruptos na NASA, John Young aposentou-se em dezembro de 2004 (de modo que foi o homem que mais tempo permaneceu no cargo de astronauta), aos 74 anos de idade; entretanto comparecia ao encontro matinal das segundas-feiras, no Departamento de Astronautas da agência, onde trocava opiniões e dividia experiências com os atuais astronautas.
Faleceu em 5 de janeiro de 2018 em razão de complicações de pneumonia.